# W.T.F.
W.T.F. is de tiende aflevering van het dertiende seizoen van South Park. Hij kwam voor het eerst uit in de Verenigde Staten op 21 oktober 2009. Net als zijn voorgangers verscheen ook deze aflevering in hd-kwaliteit en een 16:9-ratio.

## Verhaal
Na het bijwonen van een live wedstrijd in professioneel worstelen besluiten de jongens zich op te geven voor worstelles. Het blijkt dat worstelen helemaal niet lijkt op de voorstelling die ze hebben gezien.
De jongens beginnen een eigen federatie voor professioneel worstelen. Hun shows trekken veel publiek. De worstelleraar is jaloers en bereidt een aanslag voor.
Vince McMahon bezoekt een voorstelling om talent te scouten. De aanslag van de worstelleraar mislukt en hij houdt een gepassioneerde toespraak.
McMahon vindt de toespraak zo goed dat hij de worstelleraar aanneemt voor World Wrestling Entertainment. Het talent van de jongens vindt hij maar matig. Dit onstemt de jongens zozeer dat ze op het podium in daadwerkelijk conflict raken en het publiek daarmee wegjagen.

## Kenny's dood
Kenny raapt een vuurpijl op, wordt vervolgens de lucht in geschoten en de vuurpijl explodeert.